# Dysdera persica
Dysdera persica (лат.) — вид аранеоморфных пауков из семейства Dysderidae.
Обнаружен в Иране. Название происходит от древнего названия страны (Персия), где найдена типовая серия.

## Описание
Мелкий паук. Общая длина голотипа самца 9,06 мм. Карапакс 4,19 мм в длину и 3,20 в ширину (у самки — 11,0 мм, 4,25 мм и 3,16 мм, соответственно). Диаметры глаз: передние AME 0,14 мм, заднесрединные PME 0,16 мм, заднебоковые PLE 0,17 мм (у самки — 0,17; 0,18; 0,15). Карапакс, стернум, хелицеры, лабиум и максиллы красновато-коричневые. Ноги оранжевые. Брюшко сероватое, без рисунка. Паутинные железы равномерно темно-желтоватые. Самец этого вида отличается от самцов других видов своей группы, встречающихся в Иране, чрезвычайно длинным бульбусом (почти в два раза длиннее тегулума), а также тегулумом, задний край которого в 1,3 раза длиннее переднего (против равной или меньшей длины). Самка D. persica отличается от своих сородичей самой широкой спинной дугой, имеющей почти отогнутые передние углы (против закругленных). Включён в состав видовой группы Dysdera aculeata, для которой характерен удлинённый и шестиугольный карапакс, псемболус длиннее тегулума, с передним (= срединным) гребнем и заострённой вершиной. Расстояние между задними боковыми и срединными глазами (PLE и PME) менее половины их диаметра.

## Распространение
Северный Иран, провинции Голестан и Мазендеран.